# English white terrier
English White Terrier era una razza canina della Gran Bretagna ora estinta.
Si trattò di un esperimento tentato da alcuni allevatori negli anni sessanta del XIX secolo di codificare una razza di grande taglia dagli individui a pelo bianco appartenenti alle varie specie dei terrier da lavoro che avrebbero poi dato origine alle moderne razze britanniche Fox terrier, Jack Russell, Sealyham terrier, e statunitensi Boston Terrier e Rat terrier.
Dopo una trentina d'anni di insuccessi, le alte gerarchie del Kennel Club decisero di abbandonare il progetto: la razza presentava taluni problemi genetici che l'avevano resa invisa al pubblico ed il suo standard non era addivenuto a dei parametri accettabili. Il White Terrier servì comunque per la selezione del Bull Terrier tramite incroci con il bulldog inglese.